# Jaida Essence Hall
Jaida Essence Hall   (Milwaukee, 9 de desembre de 1986) nom artístic de Jared Johnson, una drag queen estatunidenca, coneguda principalment per haver guanyat la dotzena temporada de RuPaul's Drag Race.

## Biografia
Johnson va néixer a Milwaukee. És la quarta persona de la ciutat que competeix a RuPaul's Drag Race i la segona a guanyar després de Trixie Mattel (guanyadora de la temporada 3 d'All Stars).
Johnson va començar a fer drag a principis de la dècada del 2010. El seu nom és producte d’anècdotes i experiències personals que tenen un significat. Un amic li va dir "Jaida" quan es va posar una perruca per primera vegada i es va quedar amb el nom. "Essence" va venir del seu xicot, que la va anomenar "l'essència de la bellesa" en un missatge de text. "Hall" és el nom de la seva família drag. les seves mares drag són Tajma Hall i Prada Diamond, i les seves germanes drag són Mercedes Iman Diamond, Dida Ritz i Kahmora Hall.
Va guanyar protagonisme en l'escena drag a través dels certàmens, guanyant títols com Miss Five, Miss Gay Madison, Miss Wisconsin Club i Miss City of the Lakes. També va realitzar un espectacle a la mitja part en un partit de Milwaukee Bucks, l'any 2019.
Jaida confecciona molts dels seus propis vestits i el seu xicot li fabrica les joies. També és maquilladora i va maquillar la drag queen Silky Nutmeg Ganache per a la final de la temporada onze de RuPaul's Drag Race.

### RuPaul's Drag Race
Jaida va ser anunciada com a concursant a la dotzena temporada de RuPaul's Drag Race el 23 de gener de 2020. Durant el seu temps al programa, va guanyar tres reptes principals, incloent el de l'episodi dos, el debat polític de l'episodi nou i el canvi d'imatge de l'episodi deu. També va tenir quedar entre les dues pitjors de l'episodi onze, però va eliminar Heidi N Closet en una batalla de playback amb la cançó "1999" de Prince. Va ser coronada guanyadora el 29 de maig de 2020 després de guanyar la batalla de playback a la final contra Crystal Methyd i Gigi Goode, amb la cançó "Survivor" de Destiny's Child. Aquesta actuació li va valer a Jaida una nominació als People's Choice Awards 2020, en la categoria Concursant de la competició.

## Vida personal
Johnson s'identifica com a queer. Actualment viu a West Allis, Wisconsin.